# Cosoleacaque
Cosoleacaque är en ort i Mexiko.   Den ligger i kommunen Cosoleacaque och delstaten Veracruz, i den sydöstra delen av landet, 500 km öster om huvudstaden Mexico City. Cosoleacaque ligger 54 meter över havet och antalet invånare är 20 371.
Terrängen runt Cosoleacaque är huvudsakligen platt. Cosoleacaque ligger uppe på en höjd. Runt Cosoleacaque är det tätbefolkat, med 343 invånare per kvadratkilometer. Närmaste större samhälle är Minatitlán, 8,6 km öster om Cosoleacaque. Omgivningarna runt Cosoleacaque är en mosaik av jordbruksmark och naturlig växtlighet.